# مورچه‌مرغ رنگی‌پوش
مورچه‌مرغ رنگی‌پوش (نام علمی: Rhegmatorhina berlepschi) گونه‌ای از پرندگان در زیرتیرهٔ Thamnophilinae از تیرهٔ مورچه‌مرغان (Thamnophilidae) «نمادین» و بومی برزیل است.